# Microlaimus setosus
Microlaimus setosus is een rondwormensoort uit de familie van de Microlaimidae. De wetenschappelijke naam van de soort is voor het eerst geldig gepubliceerd in 1926 door Hoeppli.